# Roches Noires (Réunion)

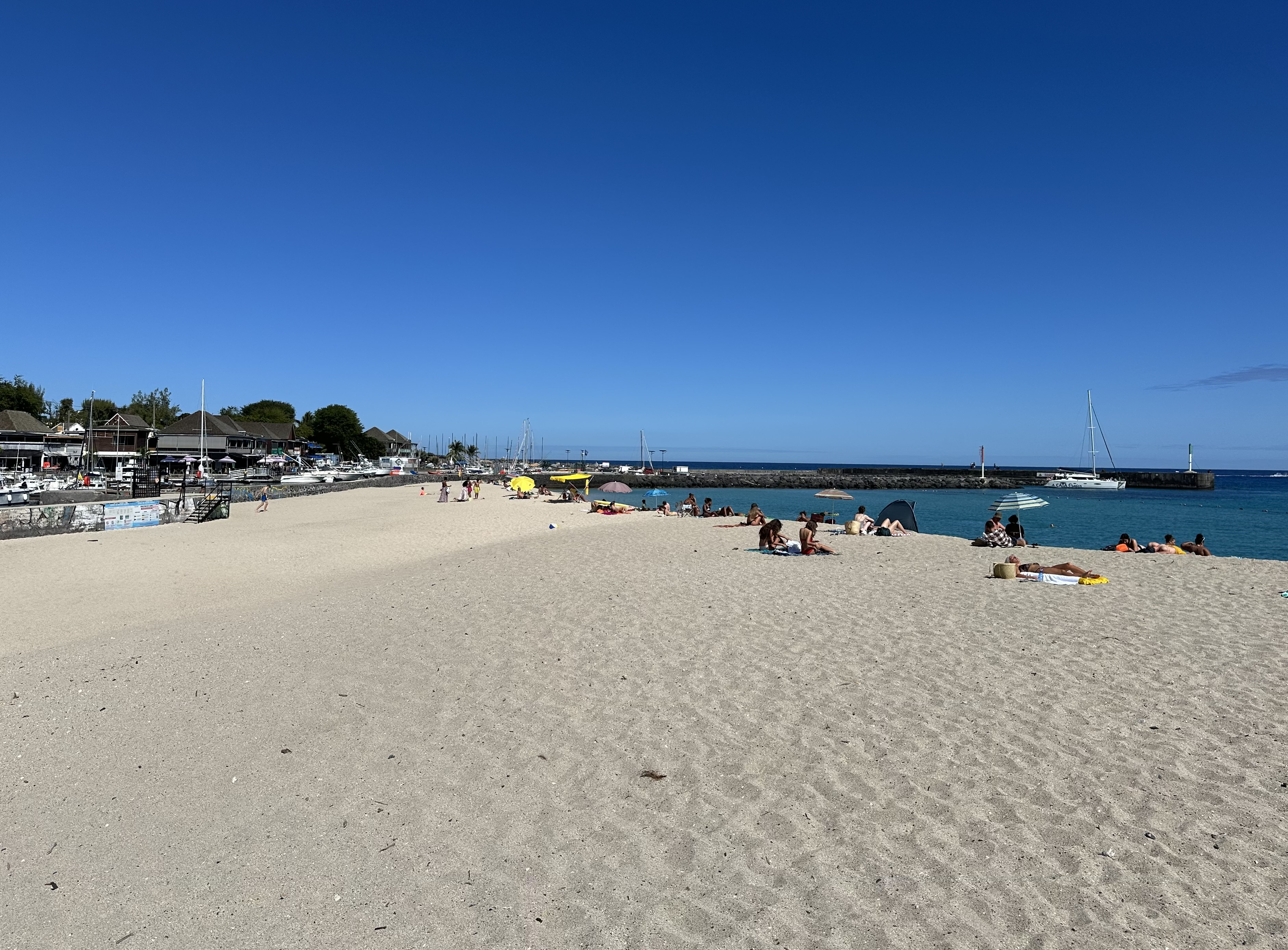
Roches Noires, 2024

Roches Noires ist ein Strand am Indischen Ozean in Saint-Gilles-les-Bains im französischen Übersee-Département Réunion. 
Der Strand gehört zur Gemeinde Saint-Paul und ist unmittelbar dem Ortszentrum von Saint-Gilles-les-Bains vorgelagert. Er beginnt nördlich der Mündung des Flusses Ravine Saint-Gilles an der Westküste der Insel Réunion. Der Name geht auf schwarze Felsen zurück, die sich in der Nähe des Strandes befinden.
Vor dem Sandstrand liegt, anders als bei den sich südlich anschließenden Stränden, keine Lagune. Er wird so zum Ozean hin auch nicht durch ein Korallenriff abgeschirmt. Im Zuge der gehäuften Haiangriffe vor La Réunion kam es am 6. Juli 2011 auch an diesem Strand zu einem Vorfall, wobei hier jedoch nur leichte Verletzungen zu beklagen waren. Seit dem 2. Februar 2016 besteht zum Schutz eines Badebereichs ein Haifischnetz. 
In der Umgebung gibt es durch die Ortsnähe typische touristische Einrichtungen wie Gastronomie- und Beherbergungsbetriebe, Clubs und Toiletten.